# Nigerianisches Fulfulde
Das Nigerianische Fulfulde (ISO 639-3: fuv; auch kano-katsina-bororo fulfulde) ist eine westatlantische Sprache, die von etwa 1.710.000 Personen (2000) in Nigeria und ferner im Kamerun und im Tschad gesprochen wird.
Nigerianisches Fulfulde gehört zur Gruppe der senegambischen Sprachen innerhalb der nordatlantischen Sprachgruppe an und ist darin eine der drei Sprachen der ostzentralen Fulfulde-Sprachen oder Fulani-Wolof. Es bildet somit eine der neun Sprachen innerhalb der Makrosprache Fulah.
Das nigerianische Fulfulde hat drei Dialekte: kano-katsina, bororo (mbororo, ako, nomadic fulfulde) und sokoto. Zum Schreiben der westafrikanischen Sprache wird die Arabische Schrift verwendet.